# Stanisław Łoś (kasztelan wyszogrodzki)
Stanisław Łoś herbu Dąbrowa (zm. 1584) − kasztelan wyszogrodzki (od 1577) kasztelan rypiński (od 1579).

## Rodzina
Syn Andrzeja, podstolego wyszogrodzkiego, łowczego i stolnika ciechanowskiego. Brat Pawła, dziedzica Wronowa Łosia i Jarosza, dziedzica Łukowa Łosia. Dwukrotnie żonaty. Po raz pierwszy ożenił się z Małgorzatą Dunikowską herbu Abdank.
Druga żona Elżbieta Strunicz urodziła synów: Andrzeja, kasztelana słońskiego i Macieja.

## Pełnione urzędy i dobra majątkowe
Urząd kasztelana wyszogrodzkiego sprawował od 1577 roku, następnie mianowany kasztelanem rypińskim 1579.
W swoim włościach posiadał następujące dobra majątkowe: Półwiesk, Ruskowo, część Znańca, Renttin oraz Wolę Łosiową.
Na Łukowym zabezpieczył 100 forenów Wojciechowi Krasińskiemu, kasztelanowi sierpskiemu.